# L/A Falco
L/K Falco är en finländsk vägfärja som går mellan Korpo och Houtskär.
Fartyget, som byggdes år 1993 på Uudenkaupungin Työvene i Nystad, har plats för 250 passagerare och upp till 72 personbilar och sattes in på en rutt mellan Lillmälö och Prostvik.
Färjan nedgraderades till reservfärja år 2017 och året efter försågs hon med kameror och sensorer så att hon kunde köras autonomt eller från ett kontrollrum på Finnferries kontor i Åbo.
Den 3 december 2018 demonstrerades tekniken för 80 inbjudna VIP-gäster ombord på färjan. Mellan Pargas och Nagu kördes färjan helt autonomt och dockade automatiskt. Under returresan fjärrstyrdes den från kontrollrummet i Åbo utan inblandning från besättningen ombord.